# Regio Esercito
Il Regio Esercito fu l'esercito del Regno d'Italia dal 4 maggio 1861 al 18 giugno 1946. Nato dall'Armata Sarda dopo la proclamazione del Regno d'Italia, è stato impiegato in tutte le vicende belliche del Regno, inclusa la terza guerra d'indipendenza, il colonialismo e soprattutto la prima e la seconda guerra mondiale. Dopo la nascita della Repubblica Italiana cambiò la propria denominazione in Esercito Italiano.

## Storia

### L'unità d'Italia e la creazione
Le importanti riforme attuate dallo Stato Maggiore di Vittorio Emanuele II per riconvertire la vecchia Armata Sarda nel nuovo esercito, erano iniziate alla fine del 1859 immediatamente dopo la conclusione della seconda guerra di indipendenza. Le operazioni di riunione, di tutte le forze militari disponibili nella penisola italiana iniziate negli ultimi mesi del 1859 conclusero la loro prima fase organizzativa nel marzo del 1861.
L'esercito del Regno di Sardegna, dopo la spedizione dei Mille, incorporò l'Esercito delle Due Sicilie e l'Esercito meridionale garibaldino tra le sue file e subito dopo la nascita del Regno d'Italia assunse il nome di Regio Esercito Italiano, ai sensi del decreto Fanti - dal nome del Ministro della Guerra Manfredo Fanti - emanato in data 4 maggio 1861 - inglobando in esso anche il Corpo dei Bersaglieri. Dopo la proclamazione del Regno d'Italia la successiva legge 4 agosto 1861 n. 143 istituì la guardia nazionale italiana.
Nel Regio Esercito la prima idea di soldati specializzati nei combattimenti in alta montagna nacque nel 1859: un consistente gruppo di volontari al comando di Giuseppe Garibaldi, e sostenuti dal primo ministro piemontese Cavour, assunse la denominazione di "Cacciatori delle Alpi"; in realtà i primi reparti specializzati hanno origine per l'Italia nel 1786. Proprio questa nuova unità liberò Varese, Como e Brescia. Un'altra vittoria dei Cacciatori, sempre al comando dall'eroe dei due mondi, ottennero l'unico successo italiano nella terza guerra d'indipendenza il 21 luglio 1866 a Bezzecca, ritirandosi successivamente dietro ordine del sovrano con la famosa risposta Obbedisco che diventerà il motto del 52º battaglione Alpi.
Ai 20 reggimenti di fanteria sardi esistenti se ne aggiunsero poi 46, ai 9 di cavalleria altri 10, e 26 battaglioni ai 10 di bersaglieri.
La lotta al brigantaggio postunitario italiano e la terza guerra d'indipendenza italiana (che causò 1 886 perdite) furono i primi impegni della nuova forza armata, costituito inizialmente da cinque corpi d'armata, ognuno dei quali articolato su 3 divisioni di fanteria, ognuna delle stesse a sua volta era una unità poliarma con fanteria, cavalleria ed artiglieria; i 320 000 soldati ed 11 000 ufficiali erano quindi raggruppati in 18 divisioni.

### La presa di Roma, la riforma Ricotti e i primi impegni coloniali
Il 20 settembre 1870, sotto il comando del generale Raffaele Cadorna, i bersaglieri del IV Corpo d'armata, entrando attraverso la breccia di Porta Pia aprirono un varco nelle mura di Roma ed occuparono la città che divenne la capitale del Regno d'Italia.
Intanto a partire dallo stesso anno e fino a quasi tutto un decennio il generale Cesare Francesco Ricotti-Magnani, ricoprì l'incarico di Ministro della Guerra; questi promosse una riforma di riorganizzazione; nel 1872 venne creato un nuovo corpo specializzato: gli Alpini. Con la legge 30 giugno, n. 3204 - che dispose la soppressione della guardia nazionale italiana - l'esercito venne ripartito in tre grandi scaglioni: "esercito permanente", "Milizia Mobile" e "Milizia Territoriale"; mentre la successiva legge 11 luglio 1876 n. 160 creò la Milizia Comunale,
Allo scoppio, il 5 febbraio 1885, della guerra d'Eritrea, il colonnello Tancredi Saletta sbarcò con meno di 1.000 uomini a Massaua, in Eritrea. Tuttavia il colonialismo italiano subì una battuta d'arresto nel 1896 con la battaglia di Adua avvenuta nell'ambito della guerra di Abissinia.

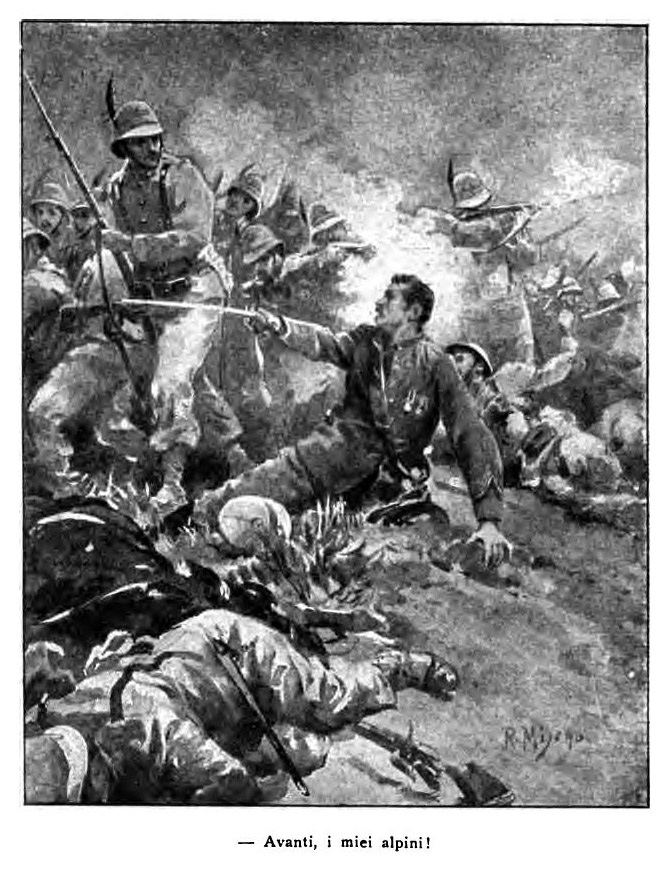
Il tenente colonnello Menini incita i suoi alpini durante la battaglia di Adua del 1896

L'anno successivo iniziarono gli impegni internazionali, nell'ambito della collaborazione con un corpo internazionale per la pacificazione della rivolta contro la dominazione turca durante la guerra greco-turca del 1897, a cui il Regno d'Italia durante la rivolta di Creta con l'invio di un corpo di spedizione sbarcato a Suda, nell'isola di Creta, il 25 aprile 1897. Parallelamente verranno costituiti i Regi corpi truppe coloniali - in Eritrea, Somalia e, successivamente, in Libia - per coadiuvare le truppe italiane nel controllo del territorio; queste truppe dovevano formare anche una classe media coloniale legata agli interessi degli imprenditori italiani.
Il 14 luglio 1900 venne costituito a Napoli il Corpo di spedizione italiano in Cina con reparti di esercito e fanteria di marina per contrastare la ribellione dei Boxer in Cina e difendere la concessione italiana di Tientsin ed i protettorati europei. Il 29 settembre 1911 iniziò la guerra italo-turca, con il Regio Esercito che entrò il 5 ottobre a Tripoli, nella primavera 1912 occupò il Dodecaneso e finì di conquistare il Fezzan nel 1914.

### La prima guerra mondiale e l'intervento in Albania ed in Macedonia
Il 24 maggio 1915 l'esercito italiano avanzò oltre il confine austro-ungarico segnando l'apertura delle ostilità anche per l'Italia nella prima guerra mondiale. L'inizio del conflitto aveva accresciuto a 12 i corpi d'armata e a 25 le divisioni, e l'esercito italiano aumentò fino a raggiungere le 900 000 unità. Anche le iniziali 600 mitragliatrici 3 000 bocche da fuoco di vari calibri si moltiplicarono enormemente durante la ostilità. Il Regio Esercito, entrò in guerra con una grave carenza nella dotazione delle armi automatiche, ricevette dalla Francia 1 729 esemplari di fusil mitrailleur Mle 1915 CSRG, nel calibro originale francese 8 mm Lebel, che però si rivelarono inadatti alla guerra di trincea. Furono impiegate nelle autoblindo Lancia 1Z come armi per l'equipaggio, ma a causa della loro inaffidabilità e dell'ingombro eccessivo, vennero ben presto sostituiti in questo ruolo dal Carcano Mod. 91. Alla fine della guerra gli esemplari rimasti furono rapidamente dismessi. Nel corso della guerra inoltre presero vita gli Arditi, venne potenziato il Servizio Aeronautico; vennero inoltre utilizzati, seppur sporadicamente, alcuni carri armati Renault FT.

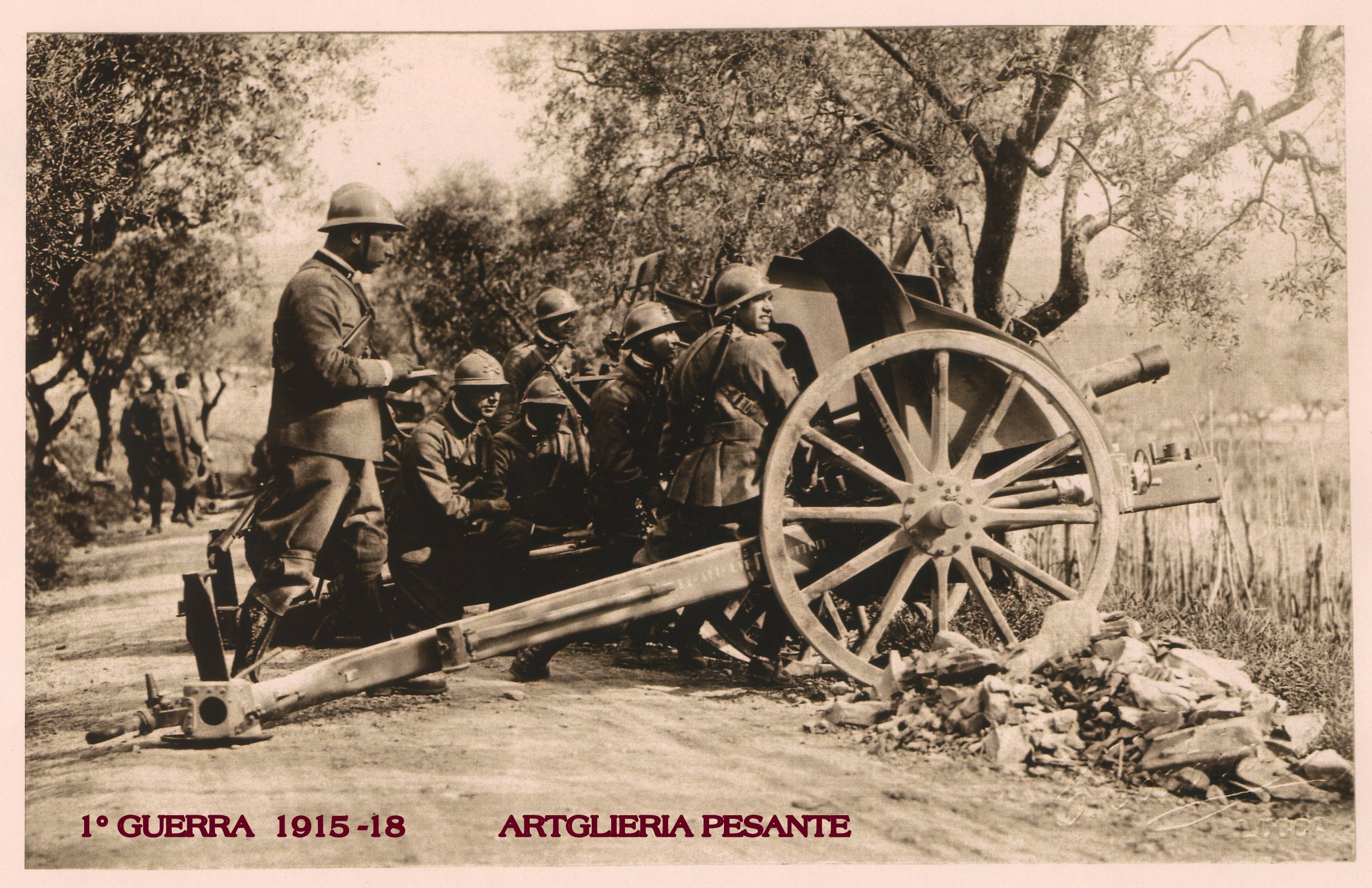
Un obice scudato dell'artiglieria italiana durante la prima guerra mondiale

Nell'estate del 1916 si concluse la sesta battaglia dell'Isonzo che portò alla conquista di Gorizia, grazie anche alla presa del Monte Sabotino ad opera della 4ª Divisione agli ordini di Pietro Badoglio. La 12ª ed ultima battaglia dell'Isonzo segnò invece, il 24 ottobre 1917, la catastrofica sconfitta di Caporetto. Le forze austro-tedesche sfondarono proprio nel settore del XXVII Corpo d'armata comandato dal "fuggiasco di Tolmezzo" (Pietro Badoglio), ma la resistenza delle truppe sul Piave e sul monte Grappa dal 10 novembre al 4 dicembre 1917 posero fine alla fase negativa della guerra. L'anno successivo, il 1918, la battaglia del solstizio (15-22 giugno) e di Vittorio Veneto (23 ottobre-3 novembre) segnarono la definitiva vittoria italiana.
Nel 1918 il Regio Esercito fu impiegato anche all'estero: in Francia con il II Corpo d'armata combatté a Bligny (15 - 23 luglio) e lungo lo Chemin des Dames (10 - 12 ottobre); in Albania vinse la battaglia di Malakastra (6-9 luglio).
Operò anche sul fronte dei Balcani, con la Campagna di Albania e l'impegno in Macedonia, dove fu inviato un corpo di spedizione. Le truppe italiane occuparono Durazzo il 29 dicembre 1915 e Bitola il 18 novembre 1916 rimanendo fino al 1918.
Il conflitto mobilitò circa 4 000 000 di militari, fece circa 600 000 caduti e 1 500 000 tra feriti e invalidi. Dopo la fine della prima guerra mondiale la milizia territoriale e quella mobile vennero sciolte confluendo nell'esercito.

### Il ventennio fascista, la guerra di Etiopia, la guerra di Spagna e l'invasione dell'Albania

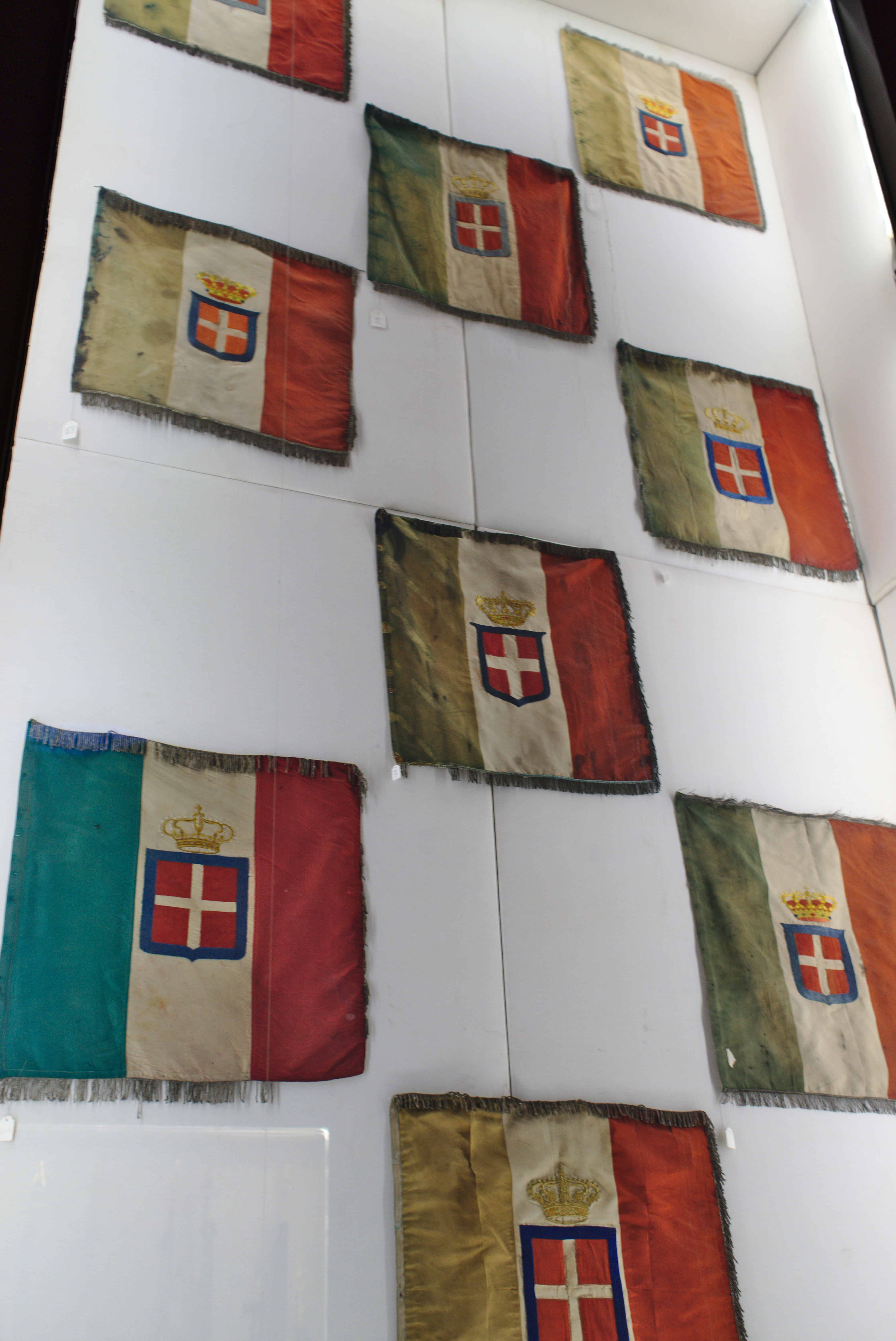
Bandiere del Regio Esercito risalenti alla prima guerra mondiale

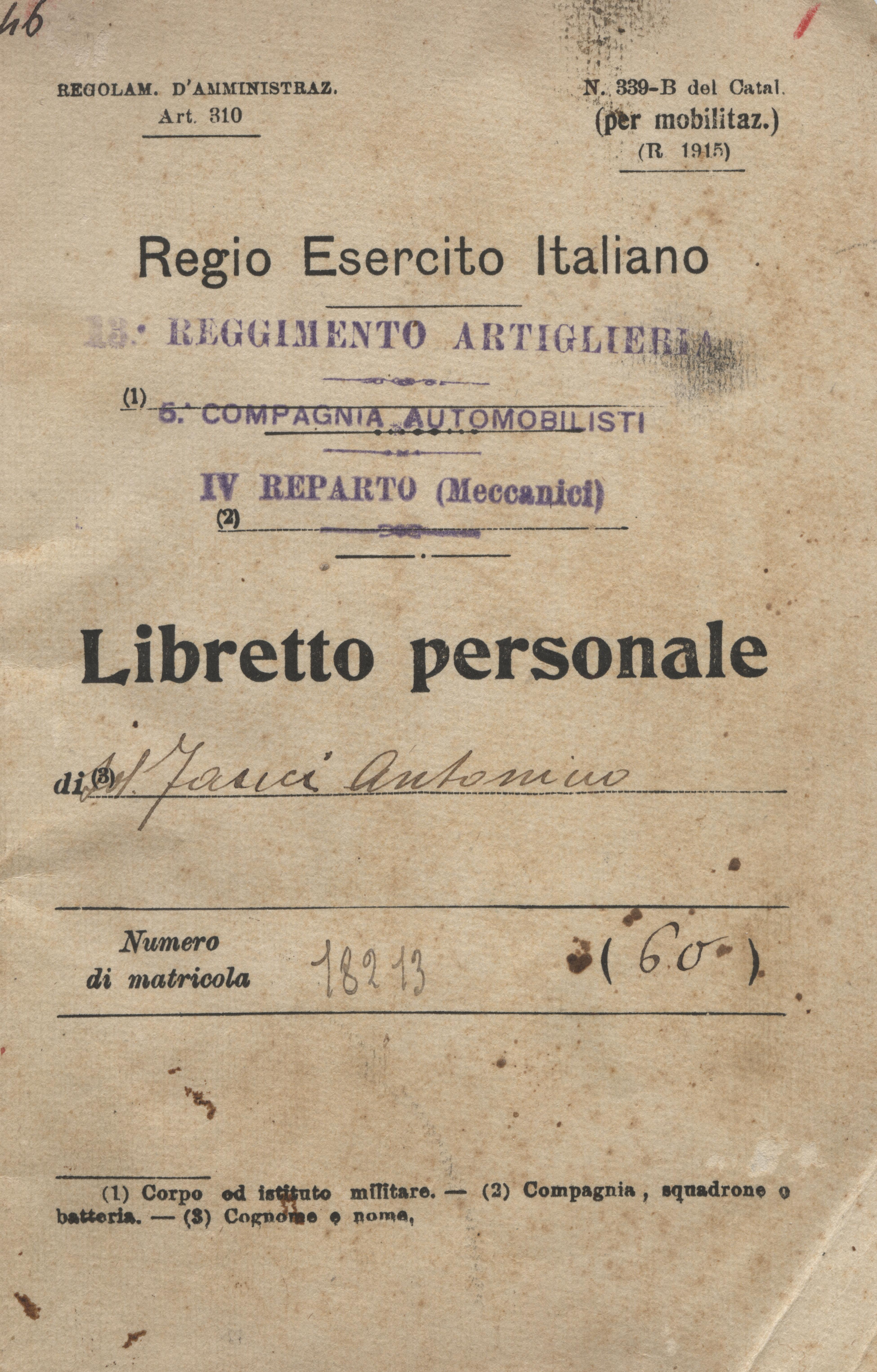
Il libretto personale di un soldato del Regio Esercito (13º reggimento artiglieria) tra le due guerre mondiali

Dopo la conclusione vittoriosa della Grande Guerra, il Regio Esercito venne ridimensionato congedando la maggior parte dei reggimenti di cavalleria e fanteria e vennero sciolti gli Arditi.
Durante il ventennio fascista il governo Mussolini tra gli anni '20 e '30 emanò alcune riforme relative all'assetto generale; e nel 1923 il Servizio Aeronautico viene separato dall'esercito trasformandosi nella Regia Aeronautica. In questi anni inoltre videro la luce i primi reparti corazzati. Negli anni trenta il Regio Corpo Truppe Coloniali coadiuvò quelle nazionali durante il completamento dell'occupazione della Somalia, fino ad allora controllata solo parzialmente dalle truppe italiane nelle zone attorno alla capitale Mogadiscio e a pochi presidi lungo la costa. Il 1935 fu l'anno d'inizio della guerra d'Etiopia a cui il Regio Esercito partecipò varcando il Mareb il 3 ottobre ed entrando in Addis Abeba il 5 maggio 1936.
Intanto durante gli anni trenta erano state progettate e prodotte nuove armi come il pezzo contraereo 90/53 Mod. 1939, l'obice 149/19 Mod. 1937 e il mortaio Ansaldo 210/22 Mod. 1935 ma pochissimi esemplari furono prodotti e distribuiti per carenza di risorse. Nel campo dell'armamento individuale vi fu l'introduzione del Beretta MAB 38 (usato da truppe speciali come la 185ª Divisione paracadutisti "Folgore"), la mitragliatrice Breda Mod. 37 o la pistola Beretta M34 per ufficiali, anche se la stragrande maggioranza delle truppe utilizzarono armi obsolete risalenti ancora al primo conflitto mondiale, e i nuovi carri armati disponibili erano il carro L3, leggero e con armamento fisso, e l'M11/39, carro medio costruito con l'armamento principale in casamatta e armamento secondario in torretta, ma che si rivelò non particolarmente efficace.

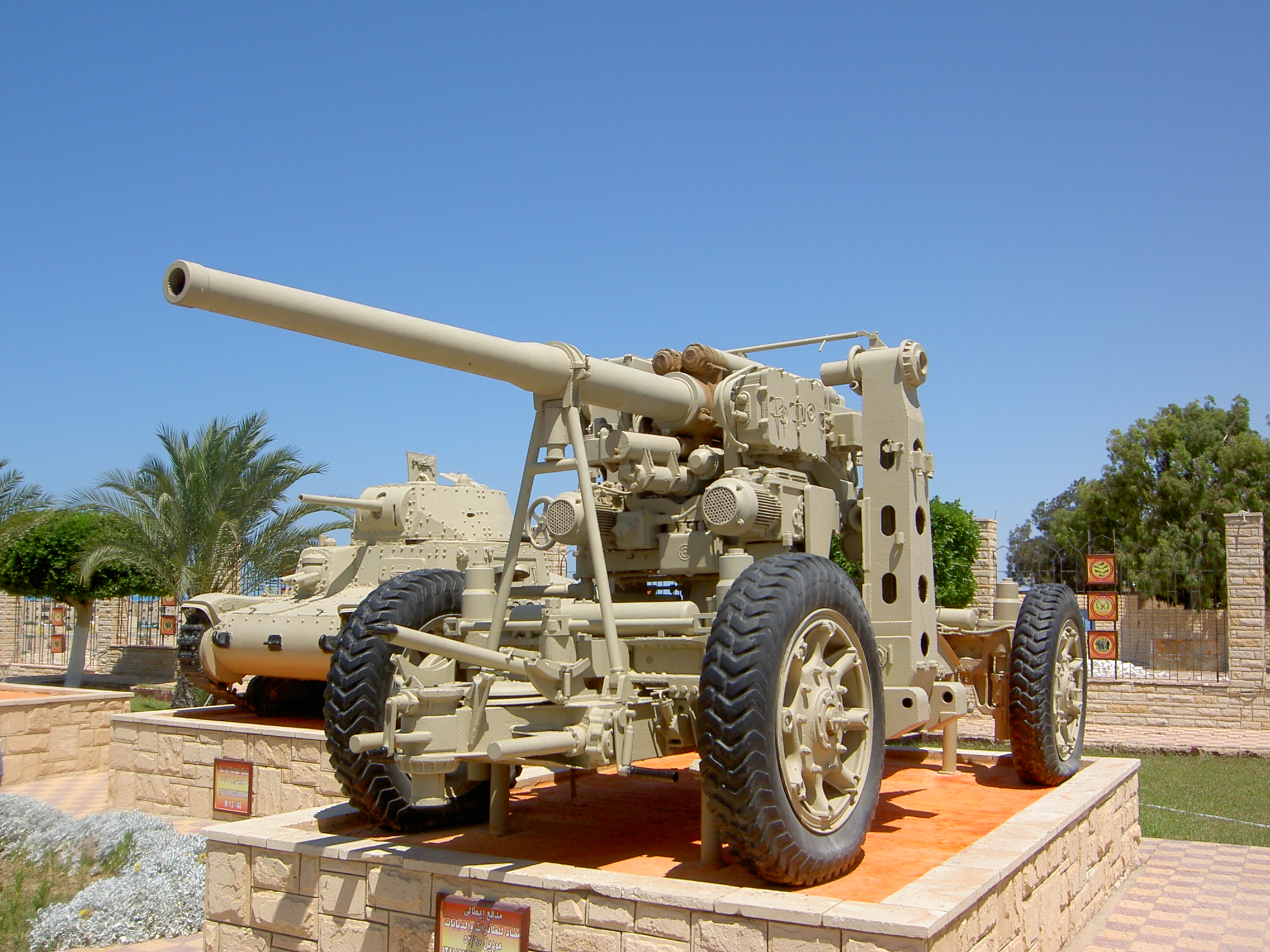
Il cannone 90/53 Mod. 39

Con lo scoppio della guerra civile spagnola nel 1936, venne inviato in Spagna in aiuto dei Nazionalisti di Francisco Franco il Corpo Truppe Volontarie, nel 1937 venne istituito il corpo della Guardia alla frontiera, seguite alla riforma del reclutamento con Regio decreto 24 febbraio 1938-XVI, n. 329 e dal relativo regolamento di esecuzione di cui al Regio decreto 6 giugno 1940, n. 1481. Fu istituito il primo reparto paracadutisti, una compagnia di fanti libici inquadrati da ufficiali e sottufficiali italiani, che effettuò il primo lancio il 28 marzo 1938 a Castel Benito, in Libia.
Nell'aprile del 1939, in seguito all'invasione italiana dell'Albania, l'esercito occupò e presidiò le più importanti città dell'ex regno di Zog I.

### La seconda guerra mondiale
Allo scoppio della seconda guerra mondiale quando la Germania nazista invase la seconda Repubblica di Polonia, l'Italia dichiarò la propria "non belligeranza" poiché Mussolini, conscio del fatto che le guerre di Etiopia e di Spagna avevano pesantemente intaccato le scorte dell'esercito e bloccato il suo ammodernamento. Tuttavia i fulminei successi della Wehrmacht e l'impressione che il conflitto sarebbe durato poco indussero però il duce a bruciare le tappe e a sancire l'entrata dell'Italia nella seconda guerra mondiale il 10 giugno 1940. Al momento dell'entrata in guerra il Regio Esercito diponeva di 75 divisioni, ma presentava gravi carenze nell'armamento: infatti l'artiglieria risaliva al primo conflitto mondiale, i carri armati erano leggeri con corazza ed armamento inadeguati, mancavano gli automezzi, le mitragliatrici erano insufficienti, le divise erano di pessima qualità e mancavano equipaggiamenti e attrezzature adatte alle aree dove si sarebbe operato (Libia, Unione Sovietica, Albania, Grecia).

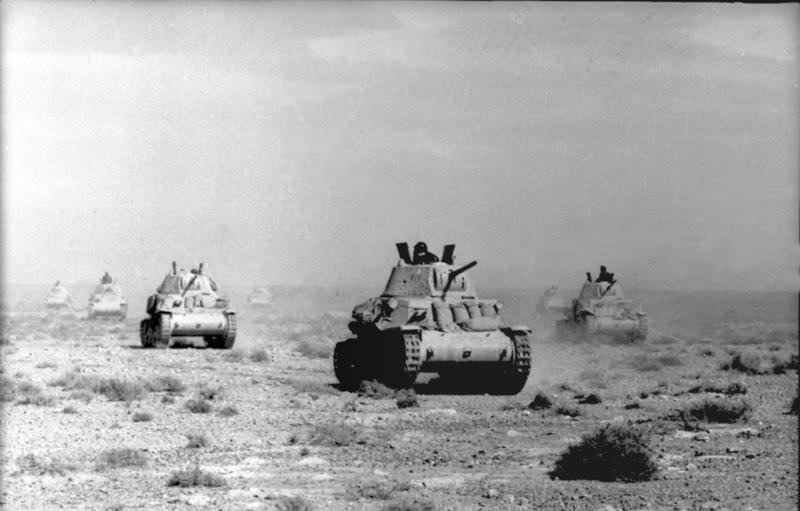
Carri M13/40 in movimento nel deserto, aprile/maggio 1941

Durante la campagna di Francia, la battaglia delle Alpi Occidentali fu la prima operazione in cui venne impiegato il Regio Esercito, e si risolse con una vittoria tattica italiana bilanciata dall'occupazione italiana di alcuni comuni lungo il confine, cone sancito dall'armistizio di Villa Incisa. Si concluse con la sconfitta invece l'iniziativa in Africa orientale dove, nonostante il successo ottenuto con la conquista della Somalia britannica, i reparti del Regio Esercito ivi stanziati rimasero fin dall'inizio isolati dalla Madrepatria subendo, nel maggio 1941, un'inevitabile disfatta nella seconda battaglia dell'Amba Alagi. Ai soldati italiani sconfitti venne comunque tributato da parte delle vittoriose truppe britanniche l'onore delle armi. L'ultima disperata resistenza in questo teatro di operazioni fu attuata dalle unità al comando del generale Guglielmo Nasi nel corso della Battaglia di Gondar, che ebbe termine con la resa degli ultimi presidi nel novembre 1941.
Nel frattempo, in Africa settentrionale, le poco numerose ma molto mobili e ben equipaggiate forze della Western Desert Force sconfissero e fecero prigionieri decine di migliaia di soldati italiani, distruggendo inoltre le dieci divisioni della 10ª Armata (tra cui Cirene, Marmarica, Catanzaro) e conquistando le piazzeforti di Bardia e Tobruch oltre che l'intera Cirenaica. Per sostenere il Regio Esercito in questo teatro i Tedeschi inviarono in aiuto un gruppo di divisioni raggruppate nell'Afrika Korps al comando del generale Erwin Rommel. Negli anni che seguirono l'Armata Corazzata Italo-tedesca riuscì a spingersi sino a circa 80 km da Alessandria d'Egitto ma in conseguenza della sconfitta di El Alamein anche la Libia dovette essere abbandonata alle forze britanniche, mentre le ultime resistenze ebbero termine nel maggio 1943 in Tunisia, dopo che questo territorio era stata occupato dalle forze Italo-Tedesche come reazione all'Operazione Torch.
Nell'ottobre 1940 ebbe invece inizio la campagna italiana di Grecia. L'operazione risultò essere mal pianificata e mal preparata, con i soldati italiani che si ritrovarono quasi subito in inferiorità numerica e in una difficile situazione logistica rispetto ai Greci e che vennero conseguentemente respinti fin dentro i confini albanesi. Il lento ma continuo affluire dei rinforzi italiani permise poi di fermare l'avanzata ellenica ma l'elemento determinante per l'esito del conflitto fu l'intervento tedesco. Contemporaneamente all'azione in Grecia reparti tedeschi, italiani e ungheresi invadevano la Jugoslavia, piegandone la resistenza in undici giorni.
Da quel momento il Regio Esercito dovette impegnarsi in un ingrato e logorante compito di occupazione di parte del territorio greco e jugoslavo dove furono schierate nel periodo 1941-1943 oltre 30 divisioni; il teatro balcanico fu l'area dove furono impiegati il maggior numero di soldati italiani. Fin dal luglio 1941 in vaste zone della Jugoslavia si sviluppò la crescente resistenza dei partigiani jugoslavi di Josip Broz Tito che misero a dura prova le truppe italiane in Montenegro, Bosnia, Dalmazia e Slovenia. Nonostante l'ingente spiegamento di forze, le continue operazioni anti-partigiane e la collaborazione dei cetnici, nel 1943 le divisioni del Regio Esercito subirono una pesante sconfitta nella battaglia della Neretva.
Nel luglio 1941 Mussolini decise l'invio al fronte orientale di un corpo di spedizione italiano raggruppato nel CSIR (Corpo di Spedizione Italiano in Russia) e ampliato un anno dopo fino a creare l'ARMIR (ARMata Italiana in Russia). L'Armata Rossa e il rigore dell'inverno russo misero a dura prova i soldati italiani al fronte, travolti dall'operazione Piccolo Saturno e dall'offensiva Ostrogožsk-Rossoš'. Circa 80 000 militari non tornarono mai in Italia.
Nel luglio 1943 gli Alleati diedero il via all'invasione della Sicilia e in poco più di un mese presero il completo controllo dell'isola.

#### La guerra di liberazione

Puglia, settembre 1943: dopo l'armistizio, Vittorio Emanuele III passa in rassegna una formazione del Regio Esercito, probabilmente appartenente al I Raggruppamento Motorizzato.

Caduto il governo Mussolini il 25 luglio 1943, il maresciallo d'Italia Pietro Badoglio fu incaricato dal re di guidare il governo e iniziò a intavolare le trattative di resa con gli anglo-americani, l'armistizio venne firmato il 3 settembre 1943 e reso pubblico dagli Alleati l'8 settembre, poco dopo anche Badoglio confermava la notizia.
All'annuncio dell'armistizio, la Wehrmacht diede il via alla già preparata Operazione Achse, le truppe tedesche intimarono ai reparti italiani di scegliere se continuare a combattere al loro fianco o di deporre le armi, le unità del Regio Esercito che rifiutarono queste intimazioni vennero attaccate e generalmente sopraffatte, in alcuni casi si ebbero fucilazioni di massa dei prigionieri come durante l'eccidio di Cefalonia, in altri casi alla resa seguì la decimazione degli ufficiali. Solo in Sardegna e Corsica il Regio Esercito ebbe la meglio sui tedeschi. Nei Balcani alcuni di coloro che riuscirono a fuggire all'internamento entrarono a far parte dei movimenti partigiani locali, creando anche proprie unità nazionali come le divisioni partigiane Garibaldi e Italia.
Anche in Italia i soldati del regio esercito sfuggiti alla cattura da parte tedesca entrarono nelle unità partigiane e della Resistenza, tra cui le formazioni autonome militari e il fronte militare clandestino. Inoltre, al Governo Badoglio fu permesso di dar vita al I Raggruppamento Motorizzato per combattere insieme agli anglo-americani. Il battesimo del fuoco di questa unità si ebbe nel dicembre 1943 con la positiva battaglia di Montelungo. Il I Raggruppamento Motorizzato diventò Corpo Italiano di Liberazione fino all'ottobre 1944, quindi furono organizzati cinque Gruppi di Combattimento che risalirono l'Italia, sempre insieme agli Alleati, fino a Milano e Venezia.
La seconda guerra mondiale costò al Regio Esercito 161 729 tra morti e dispersi fino all'8 settembre 1943, 73 277 nel periodo settembre - ottobre 1943, circa 12 000 nella lotta di liberazione e circa 60 000 periti nei campi di concentramento.

### Il secondo dopoguerra e la nascita della Repubblica Italiana
Il 14 novembre 1945 gli Alleati stabilirono la struttura del Regio Esercito che doveva rimanere in vigore fino alla stipulazione del trattato di Parigi. Le forze italiane vennero dunque ripartite in quattro sezioni:
- forze mobili e locali (90 000 soldati) organizzate in tre divisioni per la sicurezza interna (28ª Divisione fanteria "Aosta", 31ª Divisione fanteria "Calabria" e divisione "Reggio" (originariamente "Sabauda"), 10 reggimenti di fanteria (di cui 3 Alpini) e cinque divisioni binarie (cioè con due soli reggimenti) di fanteria (44ª Divisione fanteria "Cremona", 58ª Divisione fanteria "Legnano", Divisione meccanizzata "Folgore", 20ª Divisione fanteria "Friuli" e 104ª Divisione fanteria "Mantova");
- organizzazione centrale e 11 comandi territoriali con giurisdizione simile agli ex comandi di corpo d'armata (9 000 unità);
- amministrazione (31 000 uomini);
- addestramento e complementi (Centro Addestramento Complementi di Cesano e scuole) su 10 000 uomini[22]

Lo Stato Maggiore diramò disposizioni in tal senso nel marzo 1946. Ognuno degli 11 comandi territoriali disponeva di un centro addestramento reclute a livello reggimentale e di un reggimento fanteria autonomo, tranne la Sicilia che poteva avvalersi di due divisioni. Una divisione, due battaglioni e sei raggruppamenti rimasero invece alle dirette dipendenze degli Alleati. Nel corso del 1946 le tre divisioni di sicurezza interna si tramutarono in brigate su due reggimenti di fanteria e un gruppo di artiglieria, mentre la cavalleria italiana riprese vita tramite l'assegnazione ad ogni divisione di un gruppo di squadroni dotati di veicoli cingolati.
Con la nascita della Repubblica Italiana e la decisione di Umberto II di lasciare il paese, dopo aver sciolto l'esercito dal giuramento di fedeltà al Re, ma non alla Patria, il Regio Esercito prese a definire le forze di terra italiane e cambiò nome in Esercito Italiano.

## Personale

### Composizione
Le truppe erano costituite in massima parte da cittadini italiani, sebbene fossero presenti anche individui di nazionalità diversa, soprattutto con lo sviluppo del colonialismo italiano e nei regi corpi truppe coloniali furono inquadrati indigeni residenti nelle colonie africane. Nel corso della seconda guerra mondiale furono anche istituite truppe straniere nel Regio Esercito.

### Modalità di arruolamento
L'arruolamento avveniva in massima parte tramite chiamata il servizio militare di leva in Italia, sebbene fosse possibile ricorrere all'arruolamento volontario, in tal caso erano previsti requisiti particolari, come non essere sposati e non essere stati destinatari di condanna penale per alcuni reati previsti dalla legge.
In ogni caso il personale affluiva presso i rispettivi distretti militari - situati in quasi tutte le province - e da questi inviati ai vari reggimenti di assegnazione che si occupavano direttamente di tutto il ciclo addestrativo: vestizione presso il deposito di reggimento (o di battaglione/gruppo nelle unità alpine), addestramento di base presso un apposito plotone di istruzione e in breve tempo affiancamento al personale più anziano, poiché non erano specificamente previste strutture dedicate all'addestramento militare.

### Addestramento e inquadramento
Non erano previste apposite strutture per l'addestramento delle reclute, inoltre i coscritti chiamati alle armi affluivano presso i rispettivi "distretti militari" e da questi inviati ai reggimenti di assegnazione, che si occupavano direttamente di tutto il ciclo di addestramento: vestizione presso il deposito di reggimento (di battaglione/gruppo nelle unità alpine), addestramento di base presso un apposito plotone di istruzione e, in breve tempo, affiancamento al personale con maggiore anzianità di servizio. 
L'inquadramento poteva avvenire in:
- Esercito in servizio permanente - comprendeva il personale militare servizio permanente a sua volta formato dalle classi alle armi per il compimento degli obblighi di leva e le classi congedate da poco ma che potevano essere immesse, in caso di richiamo, in contingente militare alle armi.
- "Milizia Mobile" - comprendeva tutte quelle classi in congedo militare che avevano lasciato l'esercito ed era formata dalle quattro classi più giovani in congedo dopo le 5 classi destinate a completare l'esercito di prima linea. Costituiva, in caso di richiamo, nuove unità che erano previste fin dal tempo di pace, e poteva contare sulla carta su 900 compagnie di fanteria, 60 di artiglieria e 10 di genio militare.[23]
- "Milizia Territoriale" - comprendeva le classi in congedo più anziane, in particolare le sette classi successive a quelle della milizia mobile, ed era prevalentemente adibita alle scorte dei prigionieri di guerra e solo eccezionalmente collaborava alle azioni dell'esercito. Con compiti principalmente di servizio territoriale in quelle località rimaste temporaneamente sprovviste di reparti di truppa dell'esercito. Secondo l'organizzazione del Regio Esercito durante la prima guerra mondiale in caso di mobilitazione generale avrebbe potuto contare su 198 battaglioni di fanteria, 8 reggimenti di Alpini, 9 battaglioni del genio e 113 compagnie presidiarie.[24]
- "Milizia Comunale" - svolgeva funzioni di servizio nel comune dei residenti dei richiamati, e in essa erano inquadrati i militari in congedo residenti nel comune, senza distinzione di arma, corpo e categoria, cominciando dagli appartenenti alle classi più giovani. Per il loro comando era prescritto che dovevano precettarsi annualmente gli ufficiali superiori e inferiori scegliendoli tra quelli appartenenti alle categorie in congedo.[25]

## Dotazione ed armamenti

### Armamento individuale
L'armamento individuale e di accompagnamento per la fanteria era costituito principalmente da:
- 47/32 Mod. 1935
- 65/17 Mod. 1908/1913
- 20 mm Oerlikon
- Armaguerra Mod. 39
- Beretta M15
- Beretta M34
- Beretta M35
- Beretta MAB 18/30
- Beretta MAB 38
- Breda Mod. 5C
- Breda Mod. 30
- Breda Mod. 31
- Breda Mod. 35
- Breda Mod. 37
- Breda Mod. 38
- Breda Mod. 40
- Breda Mod. 42
- Breda-SAFAT
- Brixia Mod. 35
- Carcano Mod. 91
- Carcano Mod. 38
- CEMSA 81 mm L.P.
- Fiat-Revelli Mod. 1914
- Fiat Mod. 14/35
- Glisenti Modello 1910
- Hotchkiss Mle 1929
- Lanciafiamme Mod. 35
- Lanciafiamme Mod. 41
- Lanciafiamme Mod. 41 d'assalto
- OTO Mod. 35
- OTO Mod. 42
- Schwarzlose
- Saint-Étienne mod. 1907
- Scotti/Isotta Fraschini
- Scotti-Isotta-Fraschini 20/70
- Solothurn S-18/1000
- SRCM Mod. 35
- Tipo L
- Vetterli-Vitali Mod. 1870/87

### Carri armati
Fino al 1938 i carri armati non erano raggruppati in divisioni corazzate, ma facevano parte alle divisioni di fanteria. A partire da quell'anno, l'Italia iniziò a formare divisioni di quel genere e al momento dell'entrata dell'Italia nella seconda guerra mondiale l'esercito poteva contare tre divisioni corazzate, alle quali se ne aggiunsero altre quattro nel corso del conflitto anche se i carri italiani si rivelarono più obsoleti e meno efficaci rispetto a quelli degli alleati della seconda guerra mondiale.

### Treni militari
Il Regio Esercito utilizzò i treni in entrambe le guerre mondiali: nella Prima sul Fronte italiano, nella Seconda nei Balcani.

## Corpi disciolti
I corpi disciolti durante la storia della forza armata furono la Guardia nazionale italiana esistita tra il 1861 ed il 1876 e poi i corpi e reparti delle truppe straniere nel Regio Esercito. Tra i principali vi erano:
Cacciatori d'Africa
Truppe coloniali italiane stanziate in Africa.
Cacciatori d'Albania
Truppe italiane stanziate in Albania.
Guardia alla frontiera
Truppe stanziate ai confini terrestri del Regno d'Italia.
Guardia nazionale italiana
Truppe post-unitarie impiegate nella repressione del brigantaggio.
Guardia reale albanese
Truppe impiegate per la protezione del Governatore Italiano in Albania.
Legione Redenta di Siberia
Truppe impiegate come esercito coloniale nella Concessione italiana di Tientsin.
Raggruppamento centri militari
Truppe composte essenzialmente da stranieri impiegate nella Seconda guerra mondiale.
Legione croata
Truppe composte essenzialmente da stranieri impiegate in Croazia.

## Gradi
Come ogni altro esercito del periodo, anche il Regio Esercito fondava la propria organizzazione umana sulla gerarchia militare.